# Deidameia
Deidameia (grekiska Δαιδαμεα) var i grekisk mytologi prinsessa av Skyros, dotter till Lykomedes. Hon fick med Akilles sonen Neoptolemos.
Hon var inspirationen för operan Deidamia (opera).
Deidameia är en person i Trojanska cykeln, en grupp epos från ca 700 f.Kr. som återberättar händelserna i det Trojanska kriget, varav de mest kända verken är Iliaden och Odyseen. Hon var känd för att leda en grupp av kvinnliga dansare. När ordet om det kommande Trojanska kriget började spridas gömde sig hjälten Akilles bland hennes dansöser, utklädd till kvinna. Akilles ansågs redan innan kriget vara den främste krigaren i Grekland och visste att han skulle bli tvingad till strid. Han hade dock fått en profetia berättad för sig att han skulle dö ifall han deltog. 